# Marcoat
Marcoat est un troubadour et jongleur gascon du XIIe siècle, contemporain de Marcabru.

## Biographie
Camille Chabaneau a écrit que ce troubadour, dont il ne reste que deux pièces fort obscures, devait être d'origine gasconne. Dans une de ces pièces, il cite Marcabru. Ces pièces appartiennent au genre sirventès. Jean-Marie-Lucien Dejeanne montre que ces sirventès « contiennent des gasconismes très caractérisés ».

## Œuvre
Il ne reste que deux sirventès publiés par Jean-Marie-Lucien Dejeanne dans Le troubadour gascon Marcoat.